# 인터넷 드래프트
인터넷 드래프트(Internet Draft, I-D) 또는 인터넷 초안은 예비 기술 사양, 네트워킹 관련 연구 결과 또는 기타 기술 정보가 포함된 IETF(국제 인터넷 표준화 기구)에서 발행한 문서이다. 종종 인터넷 드래프트는 결국 RFC(의견 요청)로 게시되고 잠재적으로 인터넷 표준으로 이어질 작업을 위한 작업 진행 중인 문서로 만들어진다.
참조 목적으로 인터넷 드래프트를 사용하는 것은 부적절하다고 간주된다. I-D 인용은 해당 I-D가 진행 중인 작업임을 나타내야 한다.
인터넷 드래프트는 모든 RFC에 부과된 기본 요구 사항을 준수해야 한다.
인터넷 드래프트는 업데이트된 버전으로 대체되지 않는 한 6개월 동안만 유효하다. 만료된 드래프트는 RFC로 게시하라는 요청이 제출되면 IESG(국제 인터넷 표준화 기구)의 공식 검토를 받는 동안 유효한 상태로 유지된다. 만료된 드래프트는 "삭제" 버전으로 대체되며 참조용으로 계속 사용할 수 있다.